# John J. Eagan

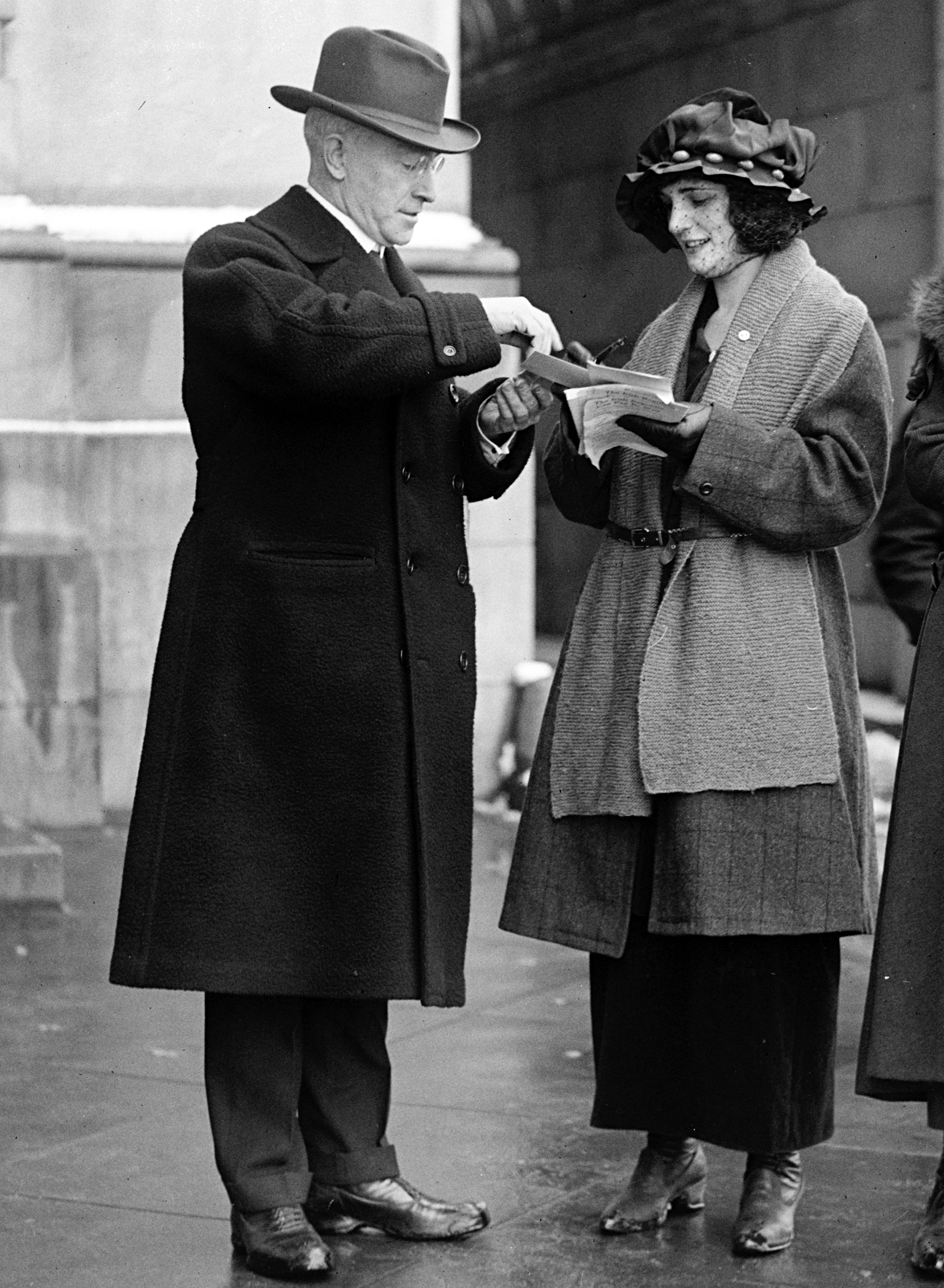
John J. Eagan (1920)

John Joseph Eagan (* 22. Januar 1872 in Hoboken, New Jersey; † 13. Juni 1956 in Paramus, New Jersey) war ein US-amerikanischer Politiker. Zwischen 1913 und 1921 sowie nochmals in den Jahren 1923 bis 1925 vertrat er den Bundesstaat New Jersey im US-Repräsentantenhaus.

## Werdegang
John Eagan besuchte sowohl öffentliche als auch private Schulen. Im Jahr 1894 gründete er in verschiedenen Städten in New Jersey sowie in New York City Handelsschulen, deren erster Leiter er war. Außerdem wurde er Vizepräsident der Firma Merchants & Manufacturers’ Trust Co. In den Jahren 1896 bis 1899 fungierte Eagan als Steuereinnehmer in der Stadt Union. Politisch war er Mitglied der Demokratischen Partei.
Bei den Kongresswahlen des Jahres 1912 wurde er im damals neu geschaffenen elften Wahlbezirk von New Jersey in das US-Repräsentantenhaus in Washington, D.C. gewählt, wo er am 4. März 1913 sein neues Mandat antrat. Nach drei Wiederwahlen konnte er bis zum 3. März 1921 vier Legislaturperioden im Kongress absolvieren. In diese Zeit fiel der Erste Weltkrieg. Außerdem wurden damals der 16., der 17., der 18. und der 19. Verfassungszusatz ratifiziert. Im Jahr 1920 war Eagan Delegierter zur Democratic National Convention in San Francisco, auf der James M. Cox als Präsidentschaftskandidat nominiert wurde.
Bei den Wahlen des Jahres 1920 unterlag Eagan dem Republikaner Archibald E. Olpp. Nachdem er zwei Jahre später den Wiedereinzug in den Kongress geschafft hatte, konnte er am 4. März 1923 Olpp wieder ablösen und bis zum 3. März 1925 eine weitere Amtszeit im US-Repräsentantenhaus verbringen. Im Jahr 1924 wurde er von seiner Partei nicht zur Wiederwahl aufgestellt. Nach dem Ende seiner Zeit im US-Repräsentantenhaus nahm John Eagan seine früheren Tätigkeiten wieder auf. Von 1932 bis 1940 gehörte er dem Bildungsausschuss von Weehawken an; zwischen 1941 und 1955 war er dort auch Steuereinnehmer. Er starb am 13. Juni 1956 in Paramus.